# Coca-Cola Life
Coca-Cola Life este varianta Coca-Cola, cu mai puține calorii, la care este folosit ca îndulcitor un extract din stevia rebaudiana.

## Istoric
În anul 2013 Coca-Cola Life a fost introdus pentru prima data în Argentina si Chile. Lansarea în Uniunea Europeană a avut loc în toamna anului 2014, în Marea Britanie. 

## Comercializare
Criticii acuză concernul, că a vrut să facă comerț cu produsul "Greenwashing".  Cu noul logo verde se sugerează, că băutura este mai sănătoasă și mai naturală decât variantele dinaintea sa. Succesul acestei strategii de marketing este, cu toate acestea, îndoielnic, consumatorii fiind astăzi în general mai critici.  În Marea Britanie, cifrele de vânzări pentru 2016 sunt cu mai mult peste jumătate scăzute față de anul trecut. .

## Distribuție
Coca-Cola Life a apărut în Argentina în iunie 2013, în Chile în noiembrie 2013, în Suedia în iunie 2014, iar în Marea Britanie în septembrie 2014. Băutura a fost lansată pe piața și din alte țări cu succes. 
Coca-Cola Life se vinde în prezent în:
- Africa de Sud
- Argentina
- Armenia
- Australia (acolo fiind numită „Coca-Cola with Stevia”)
- Austria
- Belgia
- Brazilia (acolo fiind numită „Coca-Cola com Stevia”)
- Canada
- Chile
- Columbia
- Coreea de Sud
- Costa Rica
- Croația
- Danemarca
- Ecuador
- Elveția
- Emiratele Arabe Unite
- Estonia
- Filipine
- Finlanda
- Franța
- Germania
- Irlanda
- Italia
- Japonia
- Letonia
- Lituania
- Luxemburg
- Malta
- Marea Britanie
- Namibia
- Norvegia
- Noua Zeelandă
- Olanda
- Polonia
- România
- Rusia
- Statele Unite
- Suedia
- Ucraina
- Uruguay